# Friedrich Franz zu Hohenlohe-Waldenburg-Schillingsfürst

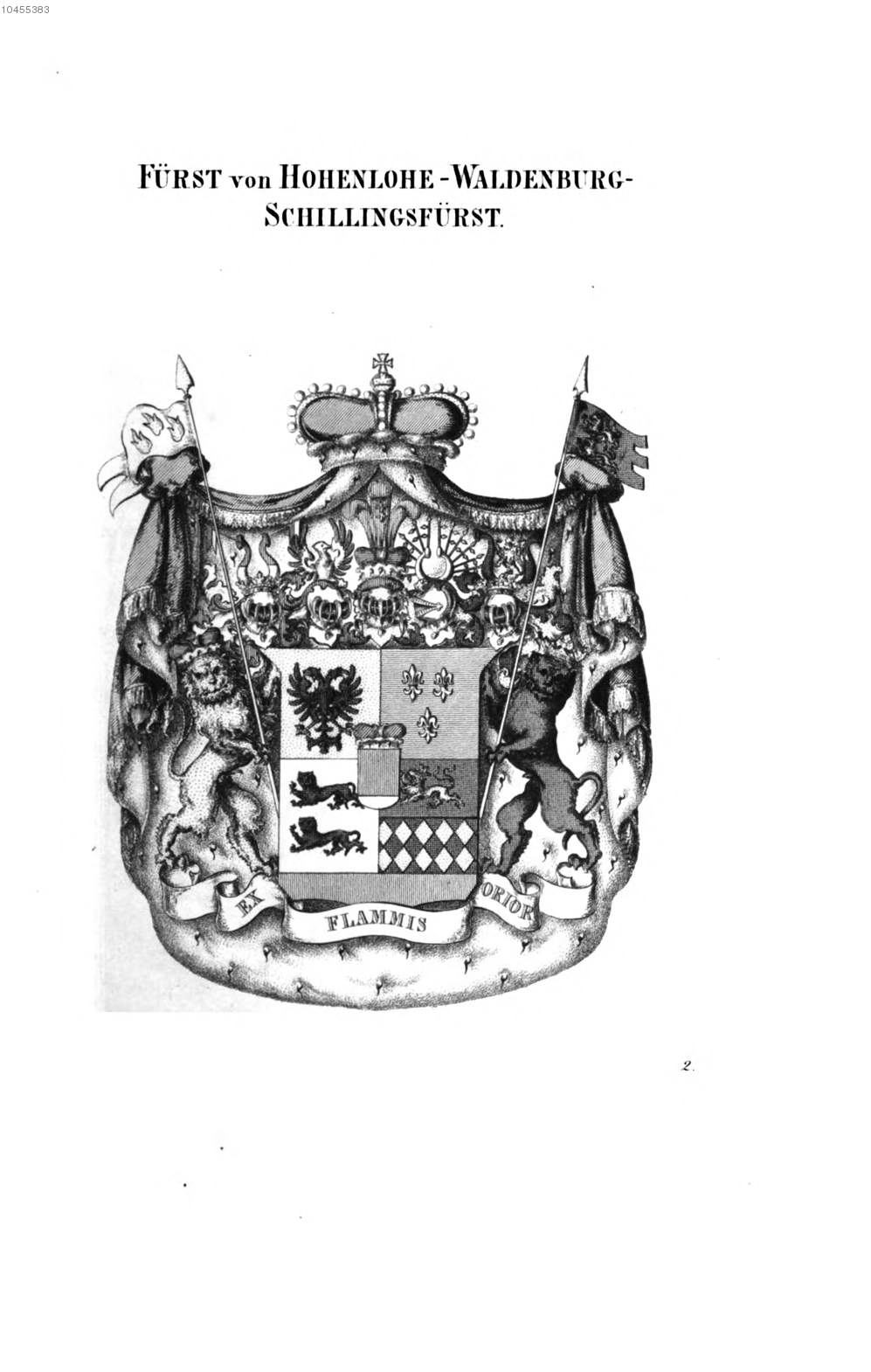
Das Wappen derer zu Hohenlohe-Waldenburg-Schillingsfürst

Friedrich Franz Augustin Maria Prinz zu Hohenlohe-Waldenburg-Schillingsfürst (* 15. Februar 1879 in Budapest; † 24. Mai 1958 in Curitiba, Brasilien) war ein österreich-ungarischer Adeliger und ist vor allem als Gatte der Stephanie von Hohenlohe, geborene Richter, bekannt geworden.

## Leben

### Herkunft und erste Ehe
Friedrich Franz wurde als zweiter Sohn des Prinzen Chlodwig Karl zu Hohenlohe-Waldenburg-Schillingsfürst (1848–1929) und dessen erster Gemahlin Franziska, geb. Gräfin Esterházy von Galántha, geboren. Er hatte zwei Brüder und zwei Schwestern.
Als Aristokrat aus dem Haus Hohenlohe stammend wurde er zum Militärattaché an der Österreich-Ungarischen Botschaft in Sankt Petersburg, damalige Hauptstadt des Russischen Kaiserreichs (nach anderer Quelle Militärattaché in Ungarn) ernannt. Entsprechend im Jahr 2005 veröffentlichten Dokumenten des britischen Security Service (besser bekannt unter MI5) wurde Friedrich Franz zu Hohenlohe im Ersten Weltkrieg Chef der deutschen Propaganda und Direktor der deutschen Spionage in der Schweiz. In diesem Umfeld lernte er die viel jüngere bürgerliche, in Wien lebende ungarischstämmige Jüdin Stephanie Juliana Richter kennen. Drei Wochen später machte er ihr einen Heiratsantrag, wie die Historikerin Martha Schad in ihrer Monografie Hitlers Spionin. Das Leben der Stephanie von Hohenlohe (2002) schreibt:

„Stephanie berichtet, dass sie bei einem von der Prinzessin Metternich veranstalteten Jagdessen gebeten wurde, etwas auf dem Klavier vorzuspielen. Ein junger Mann gesellte sich dazu, und sie begegnete ihrem zukünftigen Mann – Prinz Friedrich Franz von Hohenlohe-Waldenburg-Schillingsfürst. Am nächsten Tag trafen die beiden sich wieder, und er bot ihr an, sie nach Hause zu bringen. Dabei bemerkte er dann, dass Stephanie eine Gouvernante hatte. Doch auch dieses »Hindernis« ließ sich überwinden, und es gelang Stephanie, drei geheime Rendezvous mit dem Prinzen zu vereinbaren. »Und innerhalb von zwei Wochen machte er mir einen Heiratsantrag.«“

Dem widerspricht nach genannter Schad’scher Monografie und anderen Quellen, dass es sich um eine von Kaiser Franz Joseph I. arrangierte Heirat handelte, um den Skandal zu vertuschen, dass Stephanie Richter mit Franz Josephs Schwiegersohn, Erzherzog Franz Salvator von Österreich-Toskana eine Affäre hatte: Stephanie war von ihm schwanger, ihr Geliebter jedoch mit Marie Valerie von Österreich verheiratet und bereits Vater von zehn Kindern. Am 12. Mai 1914 heirateten Franz, wie er mit Rufname auftrat, in London in morganatischer Ehe und Stephanie Richter, die damit zur Prinzessin Stéphanie zu Hohenlohe-Waldenburg-Schillingsfürst wurde, später besser bekannt als Stephanie von Hohenlohe und „Hitlers Spionin“. Es ist wahrscheinlich, dass sie ihrem Bräutigam Friedrich Franz vor der Heirat das werdende Kind unterjubelte:

„Als Stephanie ein Kind erwartete, arrangierte der »gute Kaiser Franz Joseph« die Vermählung mit dem 36-jährigen Friedrich Franz Prinz von Hohenlohe-Waldenburg-Schillingsfürst. Doch so wie die Hochzeit ablief, lässt sie nicht gerade auf eine Liebesheirat schließen. Sie fand am 12. Mai 1914 in aller Stille in der Westminster Cathedral in London statt.“

Sieben Monate nach der Heirat wurde am 5. Dezember 1914 in Wien Stephanies Sohn Franz Josef Rudolf Hans Weriand Max Stefan Anton Prinz zu Hohenlohe-Waldenburg-Schillingsfürst (* 5. Dezember 1914; † 12. Juli 2008) geboren. Friedrich Franz erkannte ihn als sein leibliches Kind an und gab ihm seinen Familiennamen. Der Prinz, Sohn von Stephanie und Friedrich Franz,

„… spricht von einer glücklichen Kindheit. In der elegant eingerichteten Wohnung seiner Mutter und Großmutter gegenüber der Oper, Kärntner Ring 2, verbrachte Franz den größten Teil seiner ersten Lebensjahre. Sooft die politische Lage besonders angespannt schien, wurde Franz mit seinem Kindermädchen aus der Stadtmitte fortgeschickt. Mit zehn Jahren kam »Franzi« in die Schweizer Privatschule »Le Rosey« bei Lausanne, wohin gut gestellte Eltern ihre hoffnungsvollen Sprösslinge zur Erziehung schickten. Der junge Prinz Franz wechselte dann an das »College de Normandie« bei Rouen, schließlich zum »Magdalen College« in Oxford.“

Am 20. Juli 1920 wurde die Ehe in Budapest auf Wunsch von Friedrich Franz geschieden.

### Zweite Ehe und Tod
Am 6. Dezember 1920 ehelichte Friedrich Franz in Budapest in zweiter Ehe Gräfin Emanuela Katharine Barbara Helene Batthyány Németújvári (* 1. April 1883 in Ikervár; † 13. Dezember 1964 in Curitiba), Tochter des Grafen Ludwig Stefan Ladislaus Anton Geza Batthyány (1860–1951) und der Gräfin Helene Andrassy de Csik-Szent-Kiraly et Krasna-Horka (1858–1952). Diese Ehe blieb kinderlos. In den letzten Tagen des Zweiten Weltkriegs übersiedelte das Ehepaar nach Curitiba in Brasilien. Dort verstarb er am 24. Mai 1958.